# ایکس فاکتور (مجموعه تلویزیونی ارمنستانی)

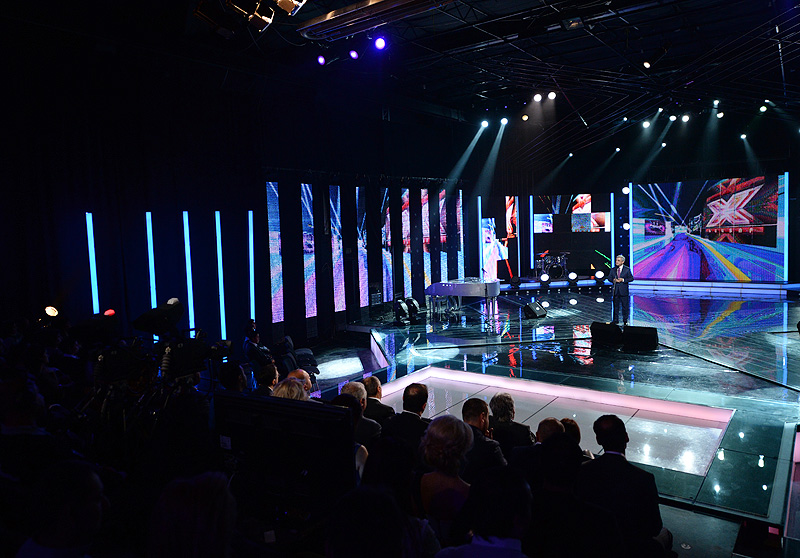
ایکس فاکتور سال ۲۰۱۴

ایکس فاکتور (ارمنی: Իքս-Ֆակտոր؛ انگلیسی: X Factor) نسخه ارمنی ایکس فاکتور است، نمایشی که منشأ آن بریتانیاست. این یک نمایش تلویزیونی استعدادیابی موسیقی است که توسط خوانندگان مشتاق پاپ که از آزمون‌های عمومی در ارمنستان و دیاسپورای ارمنی انتخاب شده‌اند به رقابت می‌پردازند. این برنامه در سال افتتاحیه خود از شبکه تلویزیونی شانت تی‌وی ارمنی پخش شد، همان ایستگاهی که سریال ارمنی آیدل های سوپراستار را پخش می‌کند.

## نمای‌کلی مجموعه‌ها
شرکت‌کننده در (یا راهنمای) رده «پسران»

  شرکت‌کننده در (یا راهنمای) رده «دختران»

  شرکت‌کننده در (یا راهنمای) رده «سنی بالای ۲۵ سال» 

  شرکت‌کننده در (یا راهنمای) رده «گروه‌ها» 
| فصل  | آغاز          | پایان         | قهرمان          | نایب قهرمان    | مقام سوم         | راهنمای قهرمان | داوران                                                   | میزبان                               |
| ---- | ------------- | ------------- | --------------- | -------------- | ---------------- | -------------- | -------------------------------------------------------- | ------------------------------------ |
| یک   | ۶ نوامبر ۲۰۱۰ | ۱۵ مه ۲۰۱۱    | ورژ گیراگوسیان  | سربوک          | گیگابیت          | گیسانه پالیان  | ایگور گلوموف گاریک پاپویان گیسانه پالیان نائیرا گیورجیان | آرام ام‌پی۳                           |
| دو   | ۱۰ اکتبر ۲۰۱۲ | ۱۲ مه ۲۰۱۳    | کیم گریگوریان   | آرمن یدیگاریان | لنا قازاریان     | گاریک پاپویان  | آندره گاریک پاپویان گیسانه پالیان نائیرا گیورجیان        | آرام ام‌پی۳                           |
| سه   | ۲۶ آوریل ۲۰۱۴ | ۲ نوامبر ۲۰۱۴ | واهه مارگاریان  | نارک وارطانیان | هایک هونانیان    | آندره          | آندره گاریک پاپویان ایگور گلوموف امی                     | گریشا آقاخانیان پیش‌نویس:آوت بارسقیان |
| چهار | ۹ اکتبر ۲۰۱۶  | ۹ آوریل ۲۰۱۷  | ادگار قاندیلیان | اینا سایادیان  | امانوئل & ماریام | آندره          | آندره گاریک پاپویان اریک شوشان آرئوشاتیان                | گریشا آقاخانیان                      |

## دسته‌بندی داوران و شرکت‌کنندگان آنها
کلید:
  – داور/رده برنده. برندگان با حروف پررنگ، شرکت کنندگان حذف شده با فونت کوچک هستند.
| فصل  | ایگور گلوموف                                                      | نائیرا گیورجیان                                                                     | گاریک پاپویان                                                                   | گیسانه پالیان                                                                               |
| ---- | ----------------------------------------------------------------- | ----------------------------------------------------------------------------------- | ------------------------------------------------------------------------------- | ------------------------------------------------------------------------------------------- |
| یک   | گروه‌ها گیگابیت P.S. Mars-On                                       | پسران آرتسرون خانگلدیان آرتور-آلک کوسبکیان دپی منکاگان اوروویژن                     | دختران سربوک آرمینه کوچاریان نلی قازاریان                                       | سنی بالای ۲۵ سال ورژ گیراگوسیان ‌یه‌وا سوجیان ادوین سولتانیان نلی خوسروویان                   |
| فصل  | آندره                                                             | نائیرا گیورجیان                                                                     | گاریک پاپویان                                                                   | گیسانه پالیان                                                                               |
| دو   | دختران لنا قازاریان ماریانا شانویان کارینا خاچاطریان              | سنی بالای ۲۵ سال آسیا پوغوسیان میهران پطروسیان سوتلانا ووسکانیان                    | پسران کیم گریگوریان آرمن یدیگاریان دپی منکاگان اوروویژن                         | گروه‌ها بین‌المللی الماس‌ها توفان                                                              |
| فصل  | آندره                                                             | امی                                                                                 | گاریک پاپویان                                                                   | ایگور گلوموف                                                                                |
| سه   | پسران واهه مارگاریان نارک وارطانیان هایک هونانیان نارک خاچاطریان  | دختران ژانا داوتیان ماری آوتیسیان آناهید هاکوبیان سیوزانا ملکونیان                  | گروه‌ها DaDu (دپی منکاگان اوروویژن & هامبیک دانیل) MiKADO The Nanos آرتور و آرام | رده سنی بالای ۲۴ سال گاگیک هاروتیونیان واهه هوواکیمیان آناهید ینگیباریان سارگیس هاروتیونیان |
| فصل  | آندره                                                             | شوشانیک آرئوشاتیان                                                                  | گاریک پاپویان                                                                   | اریک                                                                                        |
| چهار | پسران ادگار قاندیلیان آبراهام خوبلاریان یوری آدامیان کروب هوولیان | رده سنی بالای ۲۲ سال تیوم هاکوبیان داویت چاخالیان هاروتیون هاکوبیان والریت بالتایوا | گروه‌ها امانوئل & ماریام جایگزین The Steps Band                                  | دختران اینا سایادیان هاسمیک کاراپتیان دیانا هاروتیونیان مانه باغداساریان                    |

## فصل ۱ (۲۰۱۰–۲۰۱۱)
این برنامه شنبه شب‌ها ساعت ۲۲:۳۰ با تکرار روزهای یکشنبه، دوشنبه و پنجشنبه پخش می‌شد. شبکه شانت نیز در روزهای سه شنبه، پنج شنبه و شنبه ساعت ۱۷:۵۰ به وقت محلی، تواریخ و اخبار مختلف را تحت عنوان «اورگیر» پخش می‌کند.
اولین تست‌ها در ۱۱ نوامبر ۲۰۱۰ از تلویزیون شانت پخش شد و هشتمین دوره در ۲۵ دسامبر ۲۰۱۰.
نائیرا گیورجینیان در رده پسران (۱۶–۲۵)، گاریک پابویان رده دختران (۱۶–۲۵)، ایگور گلوموف در گروه‌ها و گیسانه پالیان در رده سنی بالای ۲۵ سال قرار گرفتند.

### بوت کمپ و خانه داوران
در مرحلهٔ بوت کمپ، نامزدهایی که برای مرحله خانه‌های داوران انتخاب شدند، عبارت بودند از:
در مرحله بوت کمپ، نامزدهای انتخاب شده برای خانه داوران عبارت بودند از:
۱۶–۲۴ پسر (مربی نایرا گیورجینیان): آرتسرون خانگلدیان، آرتور الک توسبکیان (متولد لبنان)، گئورگی بنیادیان، واهه الکسانیان، هایک آویتیسیان، گئورگ هاروتونیان
۱۶–۲۴ دختران (مربی گاریک پاپویان): انوش، آرمینه کوچاریان، نلی قازاریان، مریم، سونا، سربوحی سرکیسیان
بالای ۲۵ سال (مربی گیسانه پالیان): یوا، ادوین، هایک، نلی، سونا، ورژ
گروه‌ها (مربی اگور گلوموف): (۶ گروه) گیگابیت، PS, Mars-On
- ۱۶–۲۴ پسران (راهنما نائیرا گیورجیان): آرتسرون خانگلدیان، آرتور-آلک توسبکیان (متولد لبنان), گئورگی بونیاتیان، واهه آلکسانیان، هایک آوتیسیان، گئورگ هاروتیونیان
- ۱۶–۲۴ دختران (راهنما گاریک پاپویان): آنوش، آرمینه کوچاریان، نلی قازاریان، ماریام، سونا سربوهی سارگسیان
- رده سنی بالای ۲۵ سال (راهنما گیسانه پالیان): یه‌وا، ادوین، هایک، نلی، سونا، ورژ
- گروه‌ها (راهنما ایگور گلوموف): (۶ گروه) گیگابیت، P.S. , Mars-On

در مرحله خانه‌های داوران (که در تاریخ‌های ۲۹ ژانویه و ۵ فوریه ۲۰۱۱ پخش شد)، تنها ۳ نفر از هر یک از ۴ دسته به مرحله زنده راه یافتند. نایرا گیورجینیان با کمک هایک، گاریک پاپویان با کمک گور سوجیان، و گیسانه پالیان با کمک سرگیس ادامه دادند.
در خانه قضات (پخش شده در ۲۹ ژانویه و ۵ فوریه ۲۰۱۱)، تنها ۳ مورد از هر ۴ دسته به برنامه‌های زنده ادامه دادند. نایرا گیورجینیان توسط هایک، گاریک پاپویان توسط گور سوجیان، گیسانه پالیان توسط سارگیس کمک شد.
کلید:
  – قهرمان
  – نایب قهرمان
  – کنار رفت
| رده (راهنما)              | اجراها             | اجراها            | اجراها         | اجراها      |
| ------------------------- | ------------------ | ----------------- | -------------- | ----------- |
| پسران (گیورجینیان)        | آرتور-آلک توسبکیان | آرتسرون خانگلدیان | واهه آلکسانیان |             |
| دختران (پاپویان)          | آرمینه کوچاریان    | نلی قازاریان      | سربوک          |             |
| سنی بالای ۲۵ سال (پالیان) | ادوین سولتانیان    | نلی خوسروویان     | ورژ گیراگوسیان | یه‌وا سوجیان |
| گروه‌ها (گلوموف)           | گیگابیت            | Mars-On           | P.S.           |             |

### نمایش‌های زنده

#### خلاصه نتایج
رنگ کلید شرکت‌کنندگان:
| – راهنمایی توسط گیورجینیان (پسران)        |
| – راهنمایی توسط پاپویان (دختران)          |
| – راهنمایی توسط پالیان (سنی بالای ۲۵ سال) |
| – راهنمای توسط گلوموف (گروه‌ها)            |

| – شرکت‌کننده امن اعلام شد (بدون ترتیب خاص)                                       |
| – شرکت‌کننده در دو نفر آخر و مجبور به اجرای دوباره شدند                          |
| – شرکت‌کننده کمترین آرای عمومی را دریافت کرد و بلافاصله حذف شد (بدون دو نفر آخر) |

|                        |                        | هفته ۱                          | هفته ۲                   | هفته ۳                   | هفته ۴                              | هفته ۵                           | هفته ۶                              | هفته ۷                         | هفته ۸                                                                        | هفته ۹                                                                        | نیمه‌نهایی                                                                     | نهایی                                                                         |                 |
| ---------------------- | ---------------------- | ------------------------------- | ------------------------ | ------------------------ | ----------------------------------- | -------------------------------- | ----------------------------------- | ------------------------------ | ----------------------------------------------------------------------------- | ----------------------------------------------------------------------------- | ----------------------------------------------------------------------------- | ----------------------------------------------------------------------------- | --------------- |
|                        | ورژ گیراگوسیان         | امن                             | امن                      | امن                      | امن                                 | امن                              | امن                                 | امن                            | امن                                                                           | امن                                                                           | امن                                                                           | قهرمان                                                                        |                 |
|                        | سربوهی سارگسیان        | امن                             | امن                      | امن                      | امن                                 | امن                              | امن                                 | امن                            | امن                                                                           | امن                                                                           | امن                                                                           | نایب قهرمان                                                                   |                 |
|                        | گیگابیت                | دو نفر آخر                      | امن                      | امن                      | امن                                 | امن                              | ۶ام                                 | امن                            | امن                                                                           | امن                                                                           |                                                                               | حذف‌شده (نیمه‌نهایی)                                                            |                 |
|                        | آرتسرون خانگلدیان      | امن                             | امن                      | دو نفر آخر               | امن                                 | امن                              | امن                                 | ۵ام                            | امن                                                                           | ۴ام                                                                           | حذف‌شده (هفته ۹)                                                               | حذف‌شده (هفته ۹)                                                               |                 |
|                        | آرمینه کوچاریان        | امن                             | امن                      | امن                      | امن                                 | امن                              | امن                                 | امن                            | ۵ام                                                                           | حذف‌شده (هفته ۸)                                                               | حذف‌شده (هفته ۸)                                                               | حذف‌شده (هفته ۸)                                                               |                 |
|                        | یه‌وا سوجیان            | امن                             | ۱۰ام                     | امن                      | امن                                 | امن                              | امن                                 | ۶ام                            | حذف‌شده (هفته ۷)                                                               | حذف‌شده (هفته ۷)                                                               | حذف‌شده (هفته ۷)                                                               | حذف‌شده (هفته ۷)                                                               |                 |
|                        | آرتور-آلک توسبکیان     | امن                             | امن                      | امن                      | دو نفر آخر                          | دو نفر آخر                       | ۷ام                                 | حذف‌شده (هفته ۶)                | حذف‌شده (هفته ۶)                                                               | حذف‌شده (هفته ۶)                                                               | حذف‌شده (هفته ۶)                                                               | حذف‌شده (هفته ۶)                                                               |                 |
|                        | نلی قازاریان           | امن                             | امن                      | امن                      | امن                                 | دو نفر آخر                       | حذف‌شده (هفته ۵)                     | حذف‌شده (هفته ۵)                | حذف‌شده (هفته ۵)                                                               | حذف‌شده (هفته ۵)                                                               | حذف‌شده (هفته ۵)                                                               | حذف‌شده (هفته ۵)                                                               |                 |
|                        | ادوین سولتانیان        | در برنامه‌های زنده نبود          | در برنامه‌های زنده نبود   | امن                      | دو نفر آخر                          | حذف‌شده (هفته ۴)                  | حذف‌شده (هفته ۴)                     | حذف‌شده (هفته ۴)                | حذف‌شده (هفته ۴)                                                               | حذف‌شده (هفته ۴)                                                               | حذف‌شده (هفته ۴)                                                               | حذف‌شده (هفته ۴)                                                               |                 |
|                        | P.S.                   | امن                             | امن                      | دو نفر آخر               | حذف‌شده (هفته ۳)                     | حذف‌شده (هفته ۳)                  | حذف‌شده (هفته ۳)                     | حذف‌شده (هفته ۳)                | حذف‌شده (هفته ۳)                                                               | حذف‌شده (هفته ۳)                                                               | حذف‌شده (هفته ۳)                                                               | حذف‌شده (هفته ۳)                                                               |                 |
|                        | نلی خوسروویان          | امن                             | امن                      | انصراف‌داد (هفته ۲)       | انصراف‌داد (هفته ۲)                  | انصراف‌داد (هفته ۲)               | انصراف‌داد (هفته ۲)                  | انصراف‌داد (هفته ۲)             | انصراف‌داد (هفته ۲)                                                            | انصراف‌داد (هفته ۲)                                                            | انصراف‌داد (هفته ۲)                                                            | انصراف‌داد (هفته ۲)                                                            |                 |
|                        | Mars-On                | امن                             | ۱۱ام                     | حذف‌شده (هفته ۲)          | حذف‌شده (هفته ۲)                     | حذف‌شده (هفته ۲)                  | حذف‌شده (هفته ۲)                     | حذف‌شده (هفته ۲)                | حذف‌شده (هفته ۲)                                                               | حذف‌شده (هفته ۲)                                                               | حذف‌شده (هفته ۲)                                                               | حذف‌شده (هفته ۲)                                                               | حذف‌شده (هفته ۲) |
|                        | واهه آلکسانیان         | دو نفر آخر                      | حذف‌شده (هفته ۱)          | حذف‌شده (هفته ۱)          | حذف‌شده (هفته ۱)                     | حذف‌شده (هفته ۱)                  | حذف‌شده (هفته ۱)                     | حذف‌شده (هفته ۱)                | حذف‌شده (هفته ۱)                                                               | حذف‌شده (هفته ۱)                                                               | حذف‌شده (هفته ۱)                                                               | حذف‌شده (هفته ۱)                                                               | حذف‌شده (هفته ۱) |
|                        |                        |                                 |                          |                          |                                     |                                  |                                     |                                |                                                                               |                                                                               |                                                                               |                                                                               |                 |
| کنار رفت.              | کنار رفت.              | نداشت                           | نلی خوسروویان            | نداشت                    | نداشت                               | نداشت                            | نداشت                               | نداشت                          | نداشت                                                                         | نداشت                                                                         | نداشت                                                                         | نداشت                                                                         |                 |
| دو نفر پایانی          | دو نفر پایانی          | واهه آلکسانیان، گیگابیت         | Mars-On, یه‌وا سوجیان     | P.S. , آرتسرون خانگلدیان | ادوین سولتانیان، آرتور-آلک توسبکیان | نلی قازاریان، آرتور-آلک توسبکیان | آرتور-آلک توسبکیان، گیگابیت         | یه‌وا سوجیان، آرتسرون خانگلدیان | هیچ نفر آخر یا رأی داوران وجود ندارد؛ تنها رأی عمومی تصمیم‌گیرنده حذف فرد است. | هیچ نفر آخر یا رأی داوران وجود ندارد؛ تنها رأی عمومی تصمیم‌گیرنده حذف فرد است. | هیچ نفر آخر یا رأی داوران وجود ندارد؛ تنها رأی عمومی تصمیم‌گیرنده حذف فرد است. | هیچ نفر آخر یا رأی داوران وجود ندارد؛ تنها رأی عمومی تصمیم‌گیرنده حذف فرد است. |                 |
| داوران به آن رای دادند | داوران به آن رای دادند | ذخیره                           | ذخیره                    | ذخیره                    | ذخیره                               | ذخیره                            | ذخیره                               | ذخیره                          | هیچ نفر آخر یا رأی داوران وجود ندارد؛ تنها رأی عمومی تصمیم‌گیرنده حذف فرد است. | هیچ نفر آخر یا رأی داوران وجود ندارد؛ تنها رأی عمومی تصمیم‌گیرنده حذف فرد است. | هیچ نفر آخر یا رأی داوران وجود ندارد؛ تنها رأی عمومی تصمیم‌گیرنده حذف فرد است. | هیچ نفر آخر یا رأی داوران وجود ندارد؛ تنها رأی عمومی تصمیم‌گیرنده حذف فرد است. |                 |
|                        | رای پاپویان            | گیگابیت                         | یه‌وا سوجیان              | آرتسرون خانگلدیان        | آرتور-آلک توسبکیان                  | نلی قازاریان                     | گیگابیت                             | یه‌وا سوجیان                    | هیچ نفر آخر یا رأی داوران وجود ندارد؛ تنها رأی عمومی تصمیم‌گیرنده حذف فرد است. | هیچ نفر آخر یا رأی داوران وجود ندارد؛ تنها رأی عمومی تصمیم‌گیرنده حذف فرد است. | هیچ نفر آخر یا رأی داوران وجود ندارد؛ تنها رأی عمومی تصمیم‌گیرنده حذف فرد است. | هیچ نفر آخر یا رأی داوران وجود ندارد؛ تنها رأی عمومی تصمیم‌گیرنده حذف فرد است. |                 |
|                        | رای گلوموف             | گیگابیت                         | Mars-On                  | P.S.                     | --                                  | آرتور-آلک توسبکیان               | گیگابیت                             | آرتسرون خانگلدیان              | هیچ نفر آخر یا رأی داوران وجود ندارد؛ تنها رأی عمومی تصمیم‌گیرنده حذف فرد است. | هیچ نفر آخر یا رأی داوران وجود ندارد؛ تنها رأی عمومی تصمیم‌گیرنده حذف فرد است. | هیچ نفر آخر یا رأی داوران وجود ندارد؛ تنها رأی عمومی تصمیم‌گیرنده حذف فرد است. | هیچ نفر آخر یا رأی داوران وجود ندارد؛ تنها رأی عمومی تصمیم‌گیرنده حذف فرد است. |                 |
|                        | رای گیورجینیان         | واهه آلکسانیان                  | Mars-On                  | آرتسرون خانگلدیان        | آرتور-آلک توسبکیان                  | آرتور-آلک توسبکیان               | آرتور-آلک توسبکیان                  | آرتسرون خانگلدیان              | هیچ نفر آخر یا رأی داوران وجود ندارد؛ تنها رأی عمومی تصمیم‌گیرنده حذف فرد است. | هیچ نفر آخر یا رأی داوران وجود ندارد؛ تنها رأی عمومی تصمیم‌گیرنده حذف فرد است. | هیچ نفر آخر یا رأی داوران وجود ندارد؛ تنها رأی عمومی تصمیم‌گیرنده حذف فرد است. | هیچ نفر آخر یا رأی داوران وجود ندارد؛ تنها رأی عمومی تصمیم‌گیرنده حذف فرد است. |                 |
|                        | رای پالیان             | گیگابیت                         | ‌یه‌وا سوجیان              | آرتسرون خانگلدیان        | ادوین سولتانیان                     | آرتور-آلک توسبکیان               | آرتور-آلک توسبکیان                  | یه‌وا سوجیان                    | هیچ نفر آخر یا رأی داوران وجود ندارد؛ تنها رأی عمومی تصمیم‌گیرنده حذف فرد است. | هیچ نفر آخر یا رأی داوران وجود ندارد؛ تنها رأی عمومی تصمیم‌گیرنده حذف فرد است. | هیچ نفر آخر یا رأی داوران وجود ندارد؛ تنها رأی عمومی تصمیم‌گیرنده حذف فرد است. | هیچ نفر آخر یا رأی داوران وجود ندارد؛ تنها رأی عمومی تصمیم‌گیرنده حذف فرد است. |                 |
| حذف‌شده                 | حذف‌شده                 | واهه آلکسانیان 1 از ۴ رای اقلیت | Mars-On 2 از ۴ رای بن‌بست | P.S. 1 از ۴ رای اقلیت    | ادوین سولتانیان 1 از ۳ رای اقلیت    | نلی قازاریان 1 از ۴ رای اقلیت    | آرتور-آلک توسبکیان 2 از ۴ رای بن‌بست | ‌یه‌وا سوجیان 2 از ۴ رای بن‌بست   | آرمینه کوچاریان مقام ۵ام                                                      | آرتسرون خانگلدیان مقام ۴ام                                                    | گیگابیت مقام ۳ام                                                              | سربوهی سارگسیان نایب قهرمان                                                   |                 |
| حذف‌شده                 | حذف‌شده                 | واهه آلکسانیان 1 از ۴ رای اقلیت | Mars-On 2 از ۴ رای بن‌بست | P.S. 1 از ۴ رای اقلیت    | ادوین سولتانیان 1 از ۳ رای اقلیت    | نلی قازاریان 1 از ۴ رای اقلیت    | آرتور-آلک توسبکیان 2 از ۴ رای بن‌بست | ‌یه‌وا سوجیان 2 از ۴ رای بن‌بست   | آرمینه کوچاریان مقام ۵ام                                                      | آرتسرون خانگلدیان مقام ۴ام                                                    | گیگابیت مقام ۳ام                                                              | ورژ گیراگوسیان قهرمان                                                         |                 |

## فصل ۲ (۲۰۱۲–۲۰۱۳)
گاریک پاپویان در رده پسران، آندره در رده دختران، گیسانه پالیان در رده گروه‌ها و نائیرا گیورجینیان در رده سنی بالای ۲۵ سال قرار گرفتند.

### شرکت‌کنندگان
کلید:
  – قهرمان
  – نایب قهرمان
| رده (راهنما)                  | اجراها           | اجراها            | اجراها            | اجراها |
| ----------------------------- | ---------------- | ----------------- | ----------------- | ------ |
| پسران (پاپویان)               | آرمن یدیگاریان   | گئورگ هاروتیونیان | کیم گریگوریان     |        |
| دختران (آندره)                | کارینا خاچاطریان | لنا قازاریان      | ماریانا شانویان   |        |
| سنی بالای ۲۵ سال (گیورجینیان) | آسیا پوغوسیان    | میهران پطروسیان   | سوتلانا ووسکانیان |        |
| گروه‌ها (پالیان)               | الماس‌ها          | بین‌المللی         | توفان             |        |

### نمایش‌های زنده

#### خلاصه نتایج
رنگ کلید شرکت‌کنندگان:
| – راهنمایی توسط پاپویان (پسران)               |
| – راهنمایی توسط آندره (دختران)                |
| – راهنمایی توسط گیورجینیان (سنی بالای ۲۵ سال) |
| – راهنمایی توسط پالیان (گروه‌ها)               |

| – شرکت‌کننده امن اعلام شد (بدون ترتیب خاصی)                                     |
| – شرکت کننده در دو رده آخر بود و باید در sing-off اجرا می کرد                  |
| – شرکت‌کننده کمترین آرای عمومی را دریافت کرد و بلافاصله حذف شد(بدون دو نفر آخر) |

|                        | کیم گریگوریان          | امن                    | امن                                 | امن                              | امن                      | امن                               | امن                        | امن                            | امن                                                                            | امن                                                                            | امن                                                                            | قهرمان                                                                         |                 |                 |                 |                 |                 |                 |
|                        | آرمن یدیگاریان         | امن                    | امن                                 | امن                              | امن                      | امن                               | امن                        | امن                            | امن                                                                            | امن                                                                            | امن                                                                            | نایب قهرمان                                                                    |                 |                 |                 |                 |                 |                 |
|                        | لنا قازاریان           | امن                    | امن                                 | امن                              | امن                      | امن                               | امن                        | دو نفر آخر                     | امن                                                                            | امن                                                                            | ۳ام                                                                            | حذف‌شده (نیمه‌نهایی)                                                             |                 |                 |                 |                 |                 |                 |
|                        | ماریانا شانویان        | امن                    | امن                                 | امن                              | دو نفر آخر               | امن                               | امن                        | امن                            | امن                                                                            | ۴ام                                                                            | حذف‌شده (هفته ۹)                                                                | حذف‌شده (هفته ۹)                                                                | حذف‌شده (هفته ۹) |                 |                 |                 |                 |                 |
|                        | گئورگ هاروتیونیان      | امن                    | امن                                 | امن                              | امن                      | امن                               | امن                        | امن                            | ۵ام                                                                            | حذف‌شده (هفته ۸)                                                                | حذف‌شده (هفته ۸)                                                                | حذف‌شده (هفته ۸)                                                                |                 |                 |                 |                 |                 |                 |
|                        | آسیا پوغوسیان          | امن                    | امن                                 | امن                              | امن                      | ۷ام                               | دو نفر آخر                 | دو نفر آخر                     | حذف‌شده (هفته ۷)                                                                | حذف‌شده (هفته ۷)                                                                | حذف‌شده (هفته ۷)                                                                | حذف‌شده (هفته ۷)                                                                | حذف‌شده (هفته ۷) | حذف‌شده (هفته ۷) | حذف‌شده (هفته ۷) | حذف‌شده (هفته ۷) | حذف‌شده (هفته ۷) | حذف‌شده (هفته ۷) |
|                        | بین‌المللی              | امن                    | امن                                 | امن                              | امن                      | امن                               | دو نفر آخر                 | حذف‌شده (هفته ۶)                | حذف‌شده (هفته ۶)                                                                | حذف‌شده (هفته ۶)                                                                | حذف‌شده (هفته ۶)                                                                | حذف‌شده (هفته ۶)                                                                | حذف‌شده (هفته ۶) | حذف‌شده (هفته ۶) | حذف‌شده (هفته ۶) | حذف‌شده (هفته ۶) | حذف‌شده (هفته ۶) |                 |
|                        | کارینا خاچاطریان       | امن                    | دو نفر آخر                          | امن                              | امن                      | ۸ام                               | حذف‌شده (هفته ۵)            | حذف‌شده (هفته ۵)                | حذف‌شده (هفته ۵)                                                                | حذف‌شده (هفته ۵)                                                                | حذف‌شده (هفته ۵)                                                                | حذف‌شده (هفته ۵)                                                                | حذف‌شده (هفته ۵) | حذف‌شده (هفته ۵) | حذف‌شده (هفته ۵) | حذف‌شده (هفته ۵) |                 |                 |
|                        | الماس‌ها                | امن                    | امن                                 | دو نفر آخر                       | دو نفر آخر               | حذف‌شده (هفته ۴)                   | حذف‌شده (هفته ۴)            | حذف‌شده (هفته ۴)                | حذف‌شده (هفته ۴)                                                                | حذف‌شده (هفته ۴)                                                                | حذف‌شده (هفته ۴)                                                                | حذف‌شده (هفته ۴)                                                                | حذف‌شده (هفته ۴) | حذف‌شده (هفته ۴) | حذف‌شده (هفته ۴) |                 |                 |                 |
|                        | میهران پطروسیان        | ۱۱ام                   | امن                                 | دو نفر آخر                       | حذف‌شده (هفته ۳)          | حذف‌شده (هفته ۳)                   | حذف‌شده (هفته ۳)            | حذف‌شده (هفته ۳)                | حذف‌شده (هفته ۳)                                                                | حذف‌شده (هفته ۳)                                                                | حذف‌شده (هفته ۳)                                                                | حذف‌شده (هفته ۳)                                                                | حذف‌شده (هفته ۳) | حذف‌شده (هفته ۳) |                 |                 |                 |                 |
|                        | سوتلانا ووسکانیان      | امن                    | دو نفر آخر                          | حذف‌شده (هفته ۲)                  | حذف‌شده (هفته ۲)          | حذف‌شده (هفته ۲)                   | حذف‌شده (هفته ۲)            | حذف‌شده (هفته ۲)                | حذف‌شده (هفته ۲)                                                                | حذف‌شده (هفته ۲)                                                                | حذف‌شده (هفته ۲)                                                                | حذف‌شده (هفته ۲)                                                                | حذف‌شده (هفته ۲) |                 |                 |                 |                 |                 |
|                        | توفان                  | ۱۲ام                   | حذف‌شده (هفته ۱)                     | حذف‌شده (هفته ۱)                  | حذف‌شده (هفته ۱)          | حذف‌شده (هفته ۱)                   | حذف‌شده (هفته ۱)            | حذف‌شده (هفته ۱)                | حذف‌شده (هفته ۱)                                                                | حذف‌شده (هفته ۱)                                                                | حذف‌شده (هفته ۱)                                                                | حذف‌شده (هفته ۱)                                                                | حذف‌شده (هفته ۱) |                 |                 |                 |                 |                 |
|                        |                        |                        |                                     |                                  |                          |                                   |                            |                                |                                                                                |                                                                                |                                                                                |                                                                                |                 |                 |                 |                 |                 |                 |
| دو نفر آخر             | دو نفر آخر             | توفان، میهران پطروسیان | سوتلانا ووسکانیان، کارینا خاچاطریان | میهران پطروسیان، الماس‌ها         | الماس‌ها، ماریانا شانویان | کارینا خاچاطریان، آسیا پوغوسیان   | بین‌المللی، آسیا پوغوسیان   | آسیا پوغوسیان، لنا قازاریان    | بدون آرای دو نفر آخر/داوران. آرای عمومی به تنهایی تعیین می‌کند که چه‌کسی حذف‌شود. | بدون آرای دو نفر آخر/داوران. آرای عمومی به تنهایی تعیین می‌کند که چه‌کسی حذف‌شود. | بدون آرای دو نفر آخر/داوران. آرای عمومی به تنهایی تعیین می‌کند که چه‌کسی حذف‌شود. | بدون آرای دو نفر آخر/داوران. آرای عمومی به تنهایی تعیین می‌کند که چه‌کسی حذف‌شود. |                 |                 |                 |                 |                 |                 |
| داوران به آن رای دادند | داوران به آن رای دادند | ذخیره                  | ذخیره                               | ذخیره                            | ذخیره                    | ذخیره                             | ذخیره                      | ذخیره                          | بدون آرای دو نفر آخر/داوران. آرای عمومی به تنهایی تعیین می‌کند که چه‌کسی حذف‌شود. | بدون آرای دو نفر آخر/داوران. آرای عمومی به تنهایی تعیین می‌کند که چه‌کسی حذف‌شود. | بدون آرای دو نفر آخر/داوران. آرای عمومی به تنهایی تعیین می‌کند که چه‌کسی حذف‌شود. | بدون آرای دو نفر آخر/داوران. آرای عمومی به تنهایی تعیین می‌کند که چه‌کسی حذف‌شود. |                 |                 |                 |                 |                 |                 |
|                        | رای پاپویان            | میهران پطروسیان        | -                                   | الماس‌ها                          | ماریانا شانویان          | کارینا خاچاطریان                  | آسیا پوغوسیان              | لنا قازاریان                   | بدون آرای دو نفر آخر/داوران. آرای عمومی به تنهایی تعیین می‌کند که چه‌کسی حذف‌شود. | بدون آرای دو نفر آخر/داوران. آرای عمومی به تنهایی تعیین می‌کند که چه‌کسی حذف‌شود. | بدون آرای دو نفر آخر/داوران. آرای عمومی به تنهایی تعیین می‌کند که چه‌کسی حذف‌شود. | بدون آرای دو نفر آخر/داوران. آرای عمومی به تنهایی تعیین می‌کند که چه‌کسی حذف‌شود. |                 |                 |                 |                 |                 |                 |
|                        | رای آندره              | توفان                  | کارینا خاچاطریان                    | الماس‌ها                          | ماریانا شانویان          | کارینا خاچاطریان                  | آسیا پوغوسیان              | لنا قازاریان                   | بدون آرای دو نفر آخر/داوران. آرای عمومی به تنهایی تعیین می‌کند که چه‌کسی حذف‌شود. | بدون آرای دو نفر آخر/داوران. آرای عمومی به تنهایی تعیین می‌کند که چه‌کسی حذف‌شود. | بدون آرای دو نفر آخر/داوران. آرای عمومی به تنهایی تعیین می‌کند که چه‌کسی حذف‌شود. | بدون آرای دو نفر آخر/داوران. آرای عمومی به تنهایی تعیین می‌کند که چه‌کسی حذف‌شود. |                 |                 |                 |                 |                 |                 |
|                        | رای گیورجینیان         | میهران پطروسیان        | سوتلانا ووسکانیان                   | میهران پطروسیان                  | ماریانا شانویان          | آسیا پوغوسیان                     | آسیا پوغوسیان              | آسیا پوغوسیان                  | بدون آرای دو نفر آخر/داوران. آرای عمومی به تنهایی تعیین می‌کند که چه‌کسی حذف‌شود. | بدون آرای دو نفر آخر/داوران. آرای عمومی به تنهایی تعیین می‌کند که چه‌کسی حذف‌شود. | بدون آرای دو نفر آخر/داوران. آرای عمومی به تنهایی تعیین می‌کند که چه‌کسی حذف‌شود. | بدون آرای دو نفر آخر/داوران. آرای عمومی به تنهایی تعیین می‌کند که چه‌کسی حذف‌شود. |                 |                 |                 |                 |                 |                 |
|                        | رای پالیان             | توفان                  | کارینا خاچاطریان                    | الماس‌ها                          | الماس‌ها                  | آسیا پوغوسیان                     | بین‌المللی                  | لنا قازاریان                   | بدون آرای دو نفر آخر/داوران. آرای عمومی به تنهایی تعیین می‌کند که چه‌کسی حذف‌شود. | بدون آرای دو نفر آخر/داوران. آرای عمومی به تنهایی تعیین می‌کند که چه‌کسی حذف‌شود. | بدون آرای دو نفر آخر/داوران. آرای عمومی به تنهایی تعیین می‌کند که چه‌کسی حذف‌شود. | بدون آرای دو نفر آخر/داوران. آرای عمومی به تنهایی تعیین می‌کند که چه‌کسی حذف‌شود. |                 |                 |                 |                 |                 |                 |
| حذف‌شده                 | حذف‌شده                 | توفان 2 از ۴ رای بن‌بست | سوتلانا ووسکانیان 1 از ۳ رای اقلیت  | میهران پطروسیان 1 از ۴ رای اقلیت | الماس‌ها 1 از ۴ رای اقلیت | کارینا خاچاطریان 2 از ۴ رای بن‌بست | بین‌المللی 1 از ۴ رای اقلیت | آسیا پوغوسیان 1 از ۴ رای اقلیت | گئورگ هاروتیونیان مقام ۵ام                                                     | ماریانا شانویان مقام ۴ام                                                       | لنا قازاریان مقام ۳ام                                                          | آرمن یدیگاریان نایب قهرمان                                                     |                 |                 |                 |                 |                 |                 |
| حذف‌شده                 | حذف‌شده                 | توفان 2 از ۴ رای بن‌بست | سوتلانا ووسکانیان 1 از ۳ رای اقلیت  | میهران پطروسیان 1 از ۴ رای اقلیت | الماس‌ها 1 از ۴ رای اقلیت | کارینا خاچاطریان 2 از ۴ رای بن‌بست | بین‌المللی 1 از ۴ رای اقلیت | آسیا پوغوسیان 1 از ۴ رای اقلیت | گئورگ هاروتیونیان مقام ۵ام                                                     | ماریانا شانویان مقام ۴ام                                                       | لنا قازاریان مقام ۳ام                                                          | کیم گریگوریان قهرمان                                                           |                 |                 |                 |                 |                 |                 |

## فصل ۳ (۲۰۱۴)
سایمون کاول ظاهر شد و به داوران گفت که چه رده‌هایی را راهنمایی خواهند کرد.
آندره راهنمای پسران، امی راهنمای دختران، گاریک پاپویان راهنمای رده گروه‌ها و ایگور گلوموف راهنمای رده سنی بالای ۲۴ سال خواهد بود.

### چالش چهار صندلی
برای این فصل از برنامه "The X Factor"، سایمن کاول تأیید کرد که بخش‌های بوت کمپ و خانه‌های داوران که معمولاً بعد از مرحلهٔ آزمون‌ها برگزار می‌شدند، حذف شده‌اند و به جای آن‌ها مرحله جدیدی به نام "چالش چهار صندلی" معرفی شده است. او دربارهٔ این تغییر گفت: "این بخش (بوت کمپ و خانه‌های داوران) تنها قسمتی از برنامه بود که من از آن راضی نبودم و خیلی شبیه به چیزی بود که دیگران انجام می‌دهند." او سپس بخش جدید "میانه‌" برنامه را این‌طور توصیف کرد: "واقعاً دراماتیک است، برای ما و شرکت‌کنندگان بسیار سخت است و فشار زیادی دارد"، و این مرحله جدید را مشابه به برنامه‌های زنده مقایسه کرد.
برای این فصل از X Factor، کاول تأیید کرد که بخش‌های بوت کمپ و خانه داوران مسابقه، که به‌طور سنتی دوره‌های آزمایشی را دنبال می‌کردند، کنار گذاشته شده و با یک مرحله کاملاً جدید به نام "چالش چهار صندلی" جایگزین شده است. او در مورد این تغییر گفت: "این [بوت کمپ و خانه داوران] یکی از عناصر نمایش بود که من از آن راضی نبودم، و به نظر بسیار شبیه به کاری بود که بقیه انجام می‌دهند." او در ادامه «بخش میانی» جدید را «واقعاً دراماتیک، بسیار سخت برای ما و شرکت‌کنندگان و فشار بسیار بالا» توصیف کرد و دور جدید را شبیه به برنامه‌های زنده مقایسه کرد.
کلید:
  – شرکت‌کننده بلافاصله پس از اجرا و بدون تغییر، حذف شد.
  – شرکت‌کننده در مراحل بعدی مسابقه تغییر کرد و در نهایت حذف شد.
  – شرکت‌کننده تغییر نکرد و به چهار نفر نهایی دسته خود رسید.
| رده (راهنما)                  | اجرا               | ترانه                             | تصمیم راهنما      | تعویض‌شده با      |
| ----------------------------- | ------------------ | --------------------------------- | ----------------- | ---------------- |
| دختران (امی)                  | مری آوتیسیان       | "Depi Yerkinq" (Դեպի երկինք)      | روی صندلی شماره ۱ | —                |
| دختران (امی)                  | آنی آساطریان       | "Yary Mardun Yara Kuta"           | حذف‌شده            | —                |
| دختران (امی)                  | سونا صافاریان      | "برلسک"                           | روی صندلی شماره ۲ | —                |
| دختران (امی)                  | یتری هوهانیسیان    | "بازگشت به سیاهی"                 | روی صندلی شماره ۳ | —                |
| دختران (امی)                  | لیلیت یغیازاریان   | "Pakughi" (Փակուղի)               | حذف‌شده            | —                |
| دختران (امی)                  | آنوش هاروتیونیان   | "تو مرا بالا می‌بری"               | روی صندلی شماره ۴ | —                |
| دختران (امی)                  | نارینه یرانوسیان   | "اسکای‌فال"                        | حذف‌شده            | —                |
| دختران (امی)                  | آناهیت هاکوبیان    | "ساری گلین" (Սարի աղջիկ)          | روی صندلی شماره ۳ | یتری هوهانیسیان  |
| دختران (امی)                  | ژانا داوتیان       | "حمله قلبی"                       | روی صندلی شماره ۴ | آنوش هاروتیونیان |
| دختران (امی)                  | سیوزانا ملکونیان   | "نمایش باید ادامه یابد"           | روی صندلی شماره ۲ | سونا صافاریان    |
| رده سنی بالای ۲۴ سال (گلوموف) | آرام خاچاطریان     | "Too Close"                       | روی صندلی شماره ۱ | —                |
| رده سنی بالای ۲۴ سال (گلوموف) | هوهانس گئورگیان    | "کالینکا"                         | حذف‌شده            | —                |
| رده سنی بالای ۲۴ سال (گلوموف) | واهه هوواکیمیان    | "بدون تو" (Առանց քեզ)             | روی صندلی شماره ۲ | —                |
| رده سنی بالای ۲۴ سال (گلوموف) | آناهید ینگیباریان  | "شمردن ستارگان"                   | روی صندلی شماره ۳ | —                |
| رده سنی بالای ۲۴ سال (گلوموف) | هوسپ موریان        | "تو هستی" (Դու կաս)               | حذف‌شده            | —                |
| رده سنی بالای ۲۴ سال (گلوموف) | نوارت هوواکیمیان   | "یک رودخانه برایم گریه کن"        | روی صندلی شماره ۴ | —                |
| رده سنی بالای ۲۴ سال (گلوموف) | داویت چاخالیان     | "Um" (Ում)                        | حذف‌شده            | —                |
| رده سنی بالای ۲۴ سال (گلوموف) | هایک آوتیسیان      | "Yerani" (Երանի)                  | روی صندلی شماره ۴ | نوارت هوواکیمیان |
| رده سنی بالای ۲۴ سال (گلوموف) | سارگیس هاروتیونیان | "Kiss"                            | روی صندلی شماره ۱ | آرام خاچاطریان   |
| رده سنی بالای ۲۴ سال (گلوموف) | گاگیک هاروتیونیان  | "ارمنستان" (Հայաստան)             | روی صندلی شماره ۴ | هایک آوتیسیان    |
| پسران (آندره)                 | گئورگ پاشایان      | "تنها نیستی"                      | روی صندلی شماره ۱ | —                |
| پسران (آندره)                 | آرتور نرسیسیان     | "رادیواکتیو"                      | روی صندلی شماره ۲ | —                |
| پسران (آندره)                 | وارطان خاچاطریان   | "Karot" (Կարոտ)                   | حذف‌شده            | —                |
| پسران (آندره)                 | آرام ناجاریان      | "این عشق"                         | روی صندلی شماره ۳ | —                |
| پسران (آندره)                 | هایک هونانیان      | "دوباره" (Նորից)                  | روی صندلی شماره ۴ | —                |
| پسران (آندره)                 | گقام فیدانیان      | "توپ مخرب"                        | حذف‌شده            | —                |
| پسران (آندره)                 | نارک وارطانیان     | "عشق من به تو" (Իմ սերը քեզ)      | روی صندلی شماره ۳ | آرام ناجاریان    |
| پسران (آندره)                 | آرمن هوهانیسیان    | "فرشتگان"                         | حذف‌شده            | —                |
| پسران (آندره)                 | نارک خاچاطریان     | "من تو را می‌بخشم" (Ներում եմ քեզ) | روی صندلی شماره ۱ | گئورگ پاشایان    |
| پسران (آندره)                 | واهه مارگاریان     | "با بال توهم" (Պատրանքի թևով)     | روی صندلی شماره ۲ | آرتور نرسیسیان   |
| گروه‌ها (پاپویان)              | Two Colors         | "Read All About It, Pt. III"      | روی صندلی شماره ۱ | —                |
| گروه‌ها (پاپویان)              | وارتوهی & ماریام   | "پروانه"                          | روی صندلی شماره ۲ | —                |
| گروه‌ها (پاپویان)              | هیپ هاپ            | "سیاه و زرد"                      | روی صندلی شماره ۳ | —                |
| گروه‌ها (پاپویان)              | یتری & هایک        | "بیگ بنگ"                         | روی صندلی شماره ۴ | —                |
| گروه‌ها (پاپویان)              | The Nanos          | "سعی کن"                          | روی صندلی شماره ۲ | وارتوهی & ماریام |
| گروه‌ها (پاپویان)              | DaDu               | "برچسب قیمت"                      | روی صندلی شماره ۱ | Two Colors       |
| گروه‌ها (پاپویان)              | آرتور و آرام       | "مرا بیدار کن"                    | روی صندلی شماره ۴ | یتری & هایک      |
| گروه‌ها (پاپویان)              | MiKADO             | "کامیاب شو"                       | روی صندلی شماره ۳ | هیپ هاپ          |

### شرکت‌کنندگان
کلید:
  – قهرمان
  – نایب قهرمان
| رده (راهنما)                  | Acts              | Acts              | Acts               | Acts            |
| ----------------------------- | ----------------- | ----------------- | ------------------ | --------------- |
| پسران (آندره)                 | هایک هونانیان     | نارک خاچاطریان    | نارک وارطانیان     | واهه مارگاریان  |
| دختران (امی)                  | آناهید هاکوبیان   | مری آوتیسیان      | سیوزانا ملکونیان   | ژانا داوتیان    |
| رده سنی بالای ۲۴ سال (گلوموف) | آناهید ینگیباریان | گاگیک هاروتیونیان | سارگیس هاروتیونیان | واهه هوواکیمیان |
| گروه‌ها (پاپویان)              | آرتور و آرام      | DaDu              | MiKADO             | The Nanos       |

### نمایش‌های زنده

#### خلاصه نتایج
رنگ کلید شرکت‌کنندگان:
| – راهنمای توسط آندره (پسران)             |
| – راهنمای توسط امی (دختران)              |
| – راهنمای توسط گلوموف (سنی بالای ۲۴ سال) |
| – راهنمایی توسط پاپویان (گروه‌ها)         |

| – شرکت‌کننده امن اعلام شد (بدون ترتیب خاص)                                      |
| – شرکت کننده در دو رده آخر بود و باید در sing-off اجرا می کرد                  |
| – شرکت‌کننده کمترین آرای عمومی را دریافت کرد و بلافاصله حذف شد(بدون دو نفر آخر) |

|                        |                        | هفته ۱                                              | هفته ۲                      | هفته ۳                            | هفته ۴                           | هفته ۵                             | هفته ۶              | هفته ۷                                                                         | نیمه‌نهایی                                                                      | نهایی                                                                          |
| ---------------------- | ---------------------- | --------------------------------------------------- | --------------------------- | --------------------------------- | -------------------------------- | ---------------------------------- | ------------------- | ------------------------------------------------------------------------------ | ------------------------------------------------------------------------------ | ------------------------------------------------------------------------------ |
|                        | واهه مارگاریان         | ذخیره‌شده                                            | امن                         | امن                               | امن                              | امن                                | امن                 | امن                                                                            | امن                                                                            | قهرمان                                                                         |
|                        | نارک وارطانیان         | ذخیره‌شده                                            | امن                         | امن                               | امن                              | امن                                | امن                 | امن                                                                            | امن                                                                            | نایب قهرمان                                                                    |
|                        | هایک هونانیان          | ذخیره‌شده                                            | امن                         | امن                               | امن                              | امن                                | امن                 | امن                                                                            | امن                                                                            | ۳ام                                                                            |
|                        | ژانا داوتیان           | ذخیره‌شده                                            | امن                         | امن                               | امن                              | امن                                | امن                 | امن                                                                            | ۴ام                                                                            | حذف‌شده (نیمه‌نهایی)                                                             |
|                        | DaDu                   | ذخیره‌شده                                            | امن                         | امن                               | امن                              | امن                                | امن                 | 5th                                                                            | حذف‌شده (هفته ۷)                                                                | حذف‌شده (هفته ۷)                                                                |
|                        | MiKADO                 | ذخیره‌شده                                            | امن                         | امن                               | امن                              | امن                                | ۶ام                 | حذف‌شده (هفته ۶)                                                                | حذف‌شده (هفته ۶)                                                                | حذف‌شده (هفته ۶)                                                                |
|                        | مری آوتیسیان           | ذخیره‌شده                                            | امن                         | امن                               | ۸ام                              | ۷ام                                | ۷ام                 | حذف‌شده (هفته ۶)                                                                | حذف‌شده (هفته ۶)                                                                | حذف‌شده (هفته ۶)                                                                |
|                        | گاگیک هاروتیونیان      | ذخیره‌شده                                            | امن                         | دو نفر آخر                        | امن                              | ۸ام                                | حذف‌شده (هفته ۵)     | حذف‌شده (هفته ۵)                                                                | حذف‌شده (هفته ۵)                                                                | حذف‌شده (هفته ۵)                                                                |
|                        | آناهید هاکوبیان        | ذخیره‌شده                                            | امن                         | امن                               | ۹ام                              | حذف‌شده (هفته ۴)                    | حذف‌شده (هفته ۴)     | حذف‌شده (هفته ۴)                                                                | حذف‌شده (هفته ۴)                                                                | حذف‌شده (هفته ۴)                                                                |
|                        | واهه هوواکیمیان        | ذخیره‌شده                                            | امن                         | دو نفر آخر                        | حذف‌شده (هفته ۳)                  | حذف‌شده (هفته ۳)                    | حذف‌شده (هفته ۳)     | حذف‌شده (هفته ۳)                                                                | حذف‌شده (هفته ۳)                                                                | حذف‌شده (هفته ۳)                                                                |
|                        | The Nanos              | ذخیره‌شده                                            | ۱۱ام                        | حذف‌شده (هفته ۲)                   | حذف‌شده (هفته ۲)                  | حذف‌شده (هفته ۲)                    | حذف‌شده (هفته ۲)     | حذف‌شده (هفته ۲)                                                                | حذف‌شده (هفته ۲)                                                                | حذف‌شده (هفته ۲)                                                                |
|                        | آناهید ینگیباریان      | ذخیره‌شده                                            | ۱۲ام                        | حذف‌شده (هفته ۲)                   | حذف‌شده (هفته ۲)                  | حذف‌شده (هفته ۲)                    | حذف‌شده (هفته ۲)     | حذف‌شده (هفته ۲)                                                                | حذف‌شده (هفته ۲)                                                                | حذف‌شده (هفته ۲)                                                                |
|                        | نارک خاچاطریان         | ذخیره‌نشده                                           | حذف‌شده (هفته ۱)             | حذف‌شده (هفته ۱)                   | حذف‌شده (هفته ۱)                  | حذف‌شده (هفته ۱)                    | حذف‌شده (هفته ۱)     | حذف‌شده (هفته ۱)                                                                | حذف‌شده (هفته ۱)                                                                | حذف‌شده (هفته ۱)                                                                |
|                        | آرتور و آرام           | ذخیره‌نشده                                           | حذف‌شده (هفته ۱)             | حذف‌شده (هفته ۱)                   | حذف‌شده (هفته ۱)                  | حذف‌شده (هفته ۱)                    | حذف‌شده (هفته ۱)     | حذف‌شده (هفته ۱)                                                                | حذف‌شده (هفته ۱)                                                                | حذف‌شده (هفته ۱)                                                                |
|                        | سیوزانا ملکونیان       | ذخیره‌نشده                                           | حذف‌شده (هفته ۱)             | حذف‌شده (هفته ۱)                   | حذف‌شده (هفته ۱)                  | حذف‌شده (هفته ۱)                    | حذف‌شده (هفته ۱)     | حذف‌شده (هفته ۱)                                                                | حذف‌شده (هفته ۱)                                                                | حذف‌شده (هفته ۱)                                                                |
|                        | سارگیس هاروتیونیان     | ذخیره‌نشده                                           | حذف‌شده (هفته ۱)             | حذف‌شده (هفته ۱)                   | حذف‌شده (هفته ۱)                  | حذف‌شده (هفته ۱)                    | حذف‌شده (هفته ۱)     | حذف‌شده (هفته ۱)                                                                | حذف‌شده (هفته ۱)                                                                | حذف‌شده (هفته ۱)                                                                |
|                        |                        |                                                     |                             |                                   |                                  |                                    |                     |                                                                                |                                                                                |                                                                                |
| دو نفر آخر             | دو نفر آخر             | نداشت                                               | نداشت                       | گاگیک هاروتیونیان واهه هوواکیمیان | مری آوتیسیان آناهید هاکوبیان     | گاگیک هاروتیونیان مری آوتیسیان     | نداشت               | بدون آرای دو نفر آخر/داوران. آرای عمومی به تنهایی تعیین می‌کند که چه‌کسی حذف‌شود. | بدون آرای دو نفر آخر/داوران. آرای عمومی به تنهایی تعیین می‌کند که چه‌کسی حذف‌شود. | بدون آرای دو نفر آخر/داوران. آرای عمومی به تنهایی تعیین می‌کند که چه‌کسی حذف‌شود. |
| داوران به آن رای دادند | داوران به آن رای دادند | ذخیره                                               | ذخیره                       | ذخیره                             | ذخیره                            | ذخیره                              | ذخیره               | بدون آرای دو نفر آخر/داوران. آرای عمومی به تنهایی تعیین می‌کند که چه‌کسی حذف‌شود. | بدون آرای دو نفر آخر/داوران. آرای عمومی به تنهایی تعیین می‌کند که چه‌کسی حذف‌شود. | بدون آرای دو نفر آخر/داوران. آرای عمومی به تنهایی تعیین می‌کند که چه‌کسی حذف‌شود. |
|                        | رای آندره              | نارک وارطانیان واهه مارگاریان هایک هونانیان         | -                           | گاگیک هاروتیونیان                 | آناهید هاکوبیان                  | گاگیک هاروتیونیان                  | -                   | بدون آرای دو نفر آخر/داوران. آرای عمومی به تنهایی تعیین می‌کند که چه‌کسی حذف‌شود. | بدون آرای دو نفر آخر/داوران. آرای عمومی به تنهایی تعیین می‌کند که چه‌کسی حذف‌شود. | بدون آرای دو نفر آخر/داوران. آرای عمومی به تنهایی تعیین می‌کند که چه‌کسی حذف‌شود. |
|                        | رای امی                | آناهید هاکوبیان مری آوتیسیان ژانا داوتیان           | -                           | گاگیک هاروتیونیان                 | مری آوتیسیان                     | مری آوتیسیان                       | -                   | بدون آرای دو نفر آخر/داوران. آرای عمومی به تنهایی تعیین می‌کند که چه‌کسی حذف‌شود. | بدون آرای دو نفر آخر/داوران. آرای عمومی به تنهایی تعیین می‌کند که چه‌کسی حذف‌شود. | بدون آرای دو نفر آخر/داوران. آرای عمومی به تنهایی تعیین می‌کند که چه‌کسی حذف‌شود. |
|                        | رای گلوموف             | واهه هوواکیمیان گاگیک هاروتیونیان آناهید ینگیباریان | -                           | -                                 | آناهید هاکوبیان                  | گاگیک هاروتیونیان                  | -                   | بدون آرای دو نفر آخر/داوران. آرای عمومی به تنهایی تعیین می‌کند که چه‌کسی حذف‌شود. | بدون آرای دو نفر آخر/داوران. آرای عمومی به تنهایی تعیین می‌کند که چه‌کسی حذف‌شود. | بدون آرای دو نفر آخر/داوران. آرای عمومی به تنهایی تعیین می‌کند که چه‌کسی حذف‌شود. |
|                        | رای پاپویان            | Mikado DaDu The Nanos                               | -                           | گاگیک هاروتیونیان                 | مری آوتیسیان                     | مری آوتیسیان                       | -                   | بدون آرای دو نفر آخر/داوران. آرای عمومی به تنهایی تعیین می‌کند که چه‌کسی حذف‌شود. | بدون آرای دو نفر آخر/داوران. آرای عمومی به تنهایی تعیین می‌کند که چه‌کسی حذف‌شود. | بدون آرای دو نفر آخر/داوران. آرای عمومی به تنهایی تعیین می‌کند که چه‌کسی حذف‌شود. |
| حذف‌شده                 | حذف‌شده                 | سارگیس هاروتیونیان توسط گلوموف                      | The Nanos آناهید ینگیباریان | واهه هوواکیمیان 0 از ۳ رای اکثریت | آناهید هاکوبیان 2 از ۴ رای بن‌بست | گاگیک هاروتیونیان 2 از ۴ رای بن‌بست | MiKADO مری آوتیسیان | DaDu مقام ۵ام                                                                  | ژانا داوتیان مقام ۴ام                                                          | هایک هونانیان مقام ۳ام نارک وارطانیان نایب قهرمان                              |
| حذف‌شده                 | حذف‌شده                 | سیوزانا ملکونیان توسط امی                           | The Nanos آناهید ینگیباریان | واهه هوواکیمیان 0 از ۳ رای اکثریت | آناهید هاکوبیان 2 از ۴ رای بن‌بست | گاگیک هاروتیونیان 2 از ۴ رای بن‌بست | MiKADO مری آوتیسیان | DaDu مقام ۵ام                                                                  | ژانا داوتیان مقام ۴ام                                                          | هایک هونانیان مقام ۳ام نارک وارطانیان نایب قهرمان                              |
| حذف‌شده                 | حذف‌شده                 | آرتور و آرام توسط پاپویان                           | The Nanos آناهید ینگیباریان | واهه هوواکیمیان 0 از ۳ رای اکثریت | آناهید هاکوبیان 2 از ۴ رای بن‌بست | گاگیک هاروتیونیان 2 از ۴ رای بن‌بست | MiKADO مری آوتیسیان | DaDu مقام ۵ام                                                                  | ژانا داوتیان مقام ۴ام                                                          | هایک هونانیان مقام ۳ام نارک وارطانیان نایب قهرمان                              |
| حذف‌شده                 | حذف‌شده                 | نارک خاچاطریان توسط آندره                           | The Nanos آناهید ینگیباریان | واهه هوواکیمیان 0 از ۳ رای اکثریت | آناهید هاکوبیان 2 از ۴ رای بن‌بست | گاگیک هاروتیونیان 2 از ۴ رای بن‌بست | MiKADO مری آوتیسیان | DaDu مقام ۵ام                                                                  | ژانا داوتیان مقام ۴ام                                                          | واهه مارگاریان قهرمان                                                          |

### جزئیات برنامه زنده

#### هفته ۱ (۱۲ فینالیست برتر انتخاب‌شده)
در این هفته هر یک از داوران تعداد کنش‌های خویش را بدون رأی عمومی به سه کاهش دادند.
| رده (راهنما)                  | اجرا               | ترانه                                 | ترجمه                  | تصمیم راهنما |
| ----------------------------- | ------------------ | ------------------------------------- | ---------------------- | ------------ |
| گلوموف (رده سنی بالای ۲۵ سال) | سارگیس هاروتیونیان | "Bistreé" (Быстрее)                   | "سریع‌تر"               | ذخیره‌شده1    |
| گلوموف (رده سنی بالای ۲۵ سال) | آناهید ینگیباریان  | "اندوه تابستانی"                      | -                      | ذخیره‌نشده    |
| گلوموف (رده سنی بالای ۲۵ سال) | واهه هوواکیمیان    | "Pativ unem" (Պատիվ ունեմ)            | "من افتخار دارم"       | ذخیره‌شده     |
| گلوموف (رده سنی بالای ۲۵ سال) | گاگیک هاروتیونیان  | "Love Me Again"                       | -                      | ذخیره‌شده     |
| امی (دختران)                  | مری آوتیسیان       | "اگر پسر بودم"                        | -                      | ذخیره‌شده     |
| امی (دختران)                  | سیوزانا ملکونیان   | "Hayastan Ashkharh" (Հայաստան աշխարհ) | "Armenian World"       | ذخیره‌نشده    |
| امی (دختران)                  | آناهید هاکوبیان    | "چلچراغ"                              | -                      | ذخیره‌شده     |
| امی (دختران)                  | ژانا داوتیان       | "Think Like a Man"                    | -                      | ذخیره‌شده     |
| پاپویام (گروه‌ها)              | MiKADO             | "Tsiatsan/Qez Gta" (Ծիածան/Քեզ գտա)   | "رنگین‌کمان/پیدات کردم" | ذخیره‌شده     |
| پاپویام (گروه‌ها)              | آرتور و آرام       | "عشق هیچ‌گاه حس خیلی خوبی نداشت"       | -                      | ذخیره‌نشده    |
| پاپویام (گروه‌ها)              | The Nanos          | "بمان"                                | -                      | ذخیره‌شده     |
| پاپویام (گروه‌ها)              | DaDu               | "هواپیماها"                           | -                      | ذخیره‌شده     |
| آندره (پسران)                 | نارک خاچاطریان     | "Cliche Love Song"                    | -                      | ذخیره‌نشده    |
| آندره (پسران)                 | هایک هونانیان      | "الماس‌ها"                             | -                      | ذخیره‌شده     |
| آندره (پسران)                 | واهه مارگاریان     | "Myr ergir" (Մըր էրգիր)               | "کشور ما"              | ذخیره‌شده     |
| آندره (پسران)                 | نارک وارطانیان     | "تمام من"                             | -                      | ذخیره‌شده     |

^  پس از تصمیم گلوموف، سارگیس اعلام کرد که به جای وی برنامه با آناهیت ادامه خواهد یافت.

#### هفته ۲ (۳۱ اوت)
- موضوع: بازدیدهای (hits) دهه ۲۰۰۰ و ۲۰۱۰

در ابتدای نمایش، تهیه‌کنندگان بیشترین ترانه‌های خوانده شده را در ایکس فاکتور ارمنستان خواندند. امی "حس خوب"، گاریک پاپویان "فقط یه شب"، اگور گلوموف "عشق من به تو" (Իմ սերը քեզ/Im Sery Qez) و آندره "en:I Believe I Can Fly" را اجرا کردند.
| اجرا              | ترتیب | ترانه                            | ترجمه                 | نتیجه  |
| ----------------- | ----- | -------------------------------- | --------------------- | ------ |
| آناهید هاکوبیان   | ۱     | "Gites Yes Kgam" (Գիտես ես կգամ) | "می‌دونستی که من میام" | امن    |
| آناهید ینگیباریان | ۲     | "Trouble"                        | -                     | حذف‌شده |
| DaDu              | ۳     | "Don't Lie"                      | -                     | امن    |
| هایک هونانیان     | ۴     | "Hin Orer" (Հին օրեր)            | "روزهای قدیمی"        | امن    |
| مری آوتیسیان      | ۵     | "When Love Takes Over"           | -                     | امن    |
| واهه هوواکیمیان   | ۶     | "مهیب"                           | -                     | امن    |
| The Nanos         | ۷     | "خوشحال"                         | -                     | حذف‌شده |
| واهه مارگاریان    | ۸     | "ترانه تنبلی"                    | -                     | امن    |
| گاگیک هاروتیونیان | ۹     | "Horovel" (Հորովել)              | -                     | امن    |
| ژانا داوتیان      | ۱۰    | "امپایر استیت آو مایند"          | -                     | امن    |
| MiKADO            | ۱۱    | "Andzrev" (Անձրև)                | "باران"               | امن    |
| نارک وارطانیان    | ۱۲    | "درتی تاک"                       | -                     | امن    |

#### هفته ۳ (سپتامبر ۷)
- موضوع: ترانه‌های عاشقانه

در ابتدای برنامه اجراکنندگان (شرکت‌کنندگان) حذف‌شده ترانه‌هایی را اجرا کردند که در سومین برنامه زنده خواهند خواند. آناهیت ینگیبریان «زن عاشق» و The Nanos «۲۱» را اجرا کردند.
| اجرا                | ترتیب | ترانه                               | ترجمه                       | نتیجه      |
| ------------------- | ----- | ----------------------------------- | --------------------------- | ---------- |
| MiKADO              | ۱     | "Khorozs taran" (Խորոզս տարան)      | "آنها خروس من را حمل کردند" | امن        |
| واهه هوواکیمیان     | ۲     | "Mer Siro Ashuny" (Մեր սիրո աշունը) | "پاییز عشق ما"              | دو نفر آخر |
| هایک هونانیان       | ۳     | "Urvakan" (Ուրվական)                | "شبح"                       | امن        |
| آناهید هاکوبیان     | ۴     | "My Kind of Love"                   | -                           | امن        |
| گاگیک هاروتیونیان   | ۵     | "Still Got the Blues"               | -                           | دو نفر آخر |
| واهه مارگاریان      | ۶     | "She"                               | -                           | امن        |
| ژانا داوتیان        | ۷     | "Mi pah" (Մի պահ)                   | "یک لحظه"                   | امن        |
| DaDu                | ۸     | "دروغ گفتنت را دوست دارم"           | -                           | امن        |
| نارک وارطانیان      | ۹     | "Ari, ari" (Արի, արի)               | "بیا بیا"                   | امن        |
| مری آوتیسیان        | ۱۰    | "چتر"                               | -                           | امن        |
| جزئیات مسابقه نهایی |       |                                     |                             |            |
| واهه هوواکیمیان     | ۱     | "Khent Aghjik" (Խենթ աղջիկ)         | "دختر دیوانه"               | حذف‌شده     |
| گاگیک هاروتیونیان   | ۲     | "Change the World"                  | -                           | امن        |

آرای داوران برای ذخیره
- پاپویان: گاگیک هاروتیونیان – دلیلی ارایه نداد
- امی: گاگیک هاروتیونیان – دلیلی ارایه نداد
- آندره: گاگیک هاروتیونیان – دلیلی ارایه نداد
- گلوموف نیازی به رای دادن نداشت زیرا از قبل اکثریت وجود داشت

پاپویان: گاگیک هاروتونیان – دلیلی ارائه نکرد
امی: گاگیک هاروتونیان - دلیلی ارائه نکرد
آندره: گاگیک هاروتونیان - دلیلی ارائه نکرد
گلوموف نیازی به رای دادن نداشت زیرا از قبل اکثریت وجود داشت

#### هفته ۴ (سپتامبر ۱۴)
- موضوع: بازدیدهای (hits) دهه ۱۹۸۰ و ۱۹۹۰

| اجرا                | ترتیب | ترانه                                   | ترجمه                | نتیجه      |
| ------------------- | ----- | --------------------------------------- | -------------------- | ---------- |
| گاگیک هاروتیونیان   | ۱     | "Change the World"                      | -                    | امن        |
| مری آوتیسیان        | ۲     | "Hayreniq" (Հայրենիք)                   | "سرزمین پدری"        | دو نفر آخر |
| هایک هونانیان       | ۳     | "Sorry Seems to Be the Hardest Word"    | -                    | امن        |
| ژانا داوتیان        | ۴     | "تصور کن"                               | -                    | امن        |
| MiKADO              | ۵     | "Tjkuytik (Ճկույթիկ)"                   | "انگشت کوچک"         | امن        |
| واهه مارگاریان      | ۶     | "Kilikia"                               | -                    | امن        |
| آناهید هاکوبیان     | ۷     | "همه‌چیز به برنده تعلق دارد"             | -                    | دو نفر آخر |
| DaDu                | ۸     | "Yete imanayir" (Եթե իմանայիր)          | "اگر می‌دانستی"       | امن        |
| نارک وارطانیان      | ۹     | "بد"                                    | -                    | امن        |
| جزئیات مسابقه نهایی |       |                                         |                      |            |
| مری آوتیسیان        | ۱     | "Im anush hayreniq" (Իմ անուշ հայրենիք) | "My Sweety Homeland" | امن        |
| آناهید هاکوبیان     | ۲     | "Hayastan ashkharh" (Հայաստան աշխարհ)   | "Armenian World"     | حذف‌شده     |

آرای داوران برای ذخیره
- پاپویان: مری آوتیسیان
- آندره: آناهید هاکوبیان
- گلوموف: آناهید هاکوبیان
- امی: مری آوتیسیان

پاپویان: مری آویتیسیان
آندره: آناهیت هاکوبیان
گلوموف: آناهیت هاکوبیان
امی: مری آویتیسیان

#### هفته ۵ (۲۱ سپتامبر)
- موضوع: ترانه‌های میهنی (میهن‌پرستانه)
- Musical guests: سونا روبنیان و مهِر ("Hayastan")

مهمانان موسیقی: سونا روبنیان و مهر ("حیستان")
| اجرا                | ترتیب | ترانه                                             | ترجمه                       | نتیجه      |
| ------------------- | ----- | ------------------------------------------------- | --------------------------- | ---------- |
| مری آوتیسیان        | ۱     | "Im anush hayreniq" (Իմ անուշ հայրենիք)           | "My Sweety Homeland"        | دو نفر آخر |
| DaDu                | ۲     | "Hayastan" (Հայաստան)                             | "ارمنستان"                  | امن        |
| گاگیک هاروتیونیان   | ۳     | "Ver kac yeghbayr im" (Վե՛ր կաց, եղբա՛յր իմ)      | "بپاخیز برادر من"           | دو نفر آخر |
| هایک هونانیان       | ۴     | "Hayreniq" (Հայրենիք)                             | "سرزمین پدری"               | امن        |
| MiKADO              | ۵     | "Hayi acher" (Հայի աչեր)                          | "چشم‌های ارمنی"              | امن        |
| واهه مارگاریان      | ۶     | "Yeraz im yerkir hayreni" (Երազ իմ երկիր հայրենի) | "سرزمین رویایی من ارمنستان" | امن        |
| ژانا داوتیان        | ۷     | "Martiki yergy" (Մարտիկի երգը)                    | "ترانه رزمنده"              | امن        |
| نارک وارطانیان      | ۸     | "Menq enq mer sarery" (Մենք ենք մեր սարերը)       | "ما کوه‌های خود هستیم"       | امن        |
| جزئیات مسابقه نهایی |       |                                                   |                             |            |
| مری آوتیسیان        | ۱     | "تنها دختر"                                       | -                           | امن        |
| گاگیک هاروتیونیان   | ۲     | "لا کامیسا نگرا"                                  | "پیراهن سیاه"               | حذف‌شده     |

آرای داوران برای ذخیره
- گلوموف: گاگیک هاروتیونیان
- امی: مری آوتیسیان
- پاپویان: مری آوتیسیان
- آندره: گاگیک هاروتیونیان

#### هفته ۶ (سپتامبر ۲۸)
- موضوع: آثار ارمنی و خارجی ۱۰ سال گذشته (The Armenian and foreign hits of last 10 years)

| اجرا           | ترتیب | ترانه                  | ترجمه        | نتیجه  |
| -------------- | ----- | ---------------------- | ------------ | ------ |
| مری آوتیسیان   | ۱     | "تنها دختر"            | -            | حذف‌شده |
| هایک هونانیان  | ۲     | "Ha Nino" (Հա Նինո)    | "Yeah, Nino" | امن    |
| MiKADO         | ۳     | "PreGomesh" (ՊռեԳոմեշ) | -            | حذف‌شده |
| واهه مارگاریان | ۴     | "داستان پریان"         | -            | امن    |
| DaDu           | ۵     | "Wild Ones"            | -            | امن    |
| نارک وارطانیان | ۶     | "Qaminer" (Քամիներ)    | "بادها"      | امن    |
| ژانا داوتیان   | ۷     | "آتش‌بازی"              | -            | امن    |

#### هفته ۷ (۵ اکتبر)
- موضوع: ترانه‌های یکپارچه‌سازی با سیستم عامل

در ابتدای برنامه، اجراکنندگان (شرکت‌کنندگان) حذف‌شده ترانه‌هایی را اجرا کردند که در هفتمین برنامه زنده خواهند خواند. MiKADO «ستاره بزرگ‌راه» و مری آویتیسیان «دنیای مرد، مرد، مرد» را اجرا کردند.
| اجرا           | ترتیب | ترانه              | نتیجه  |
| -------------- | ----- | ------------------ | ------ |
| نارک وارطانیان | ۱     | "Susanna"          | امن    |
| DaDu           | ۲     | "کوکو جامبو"       | حذف‌شده |
| هایک هونانیان  | ۳     | "ایتالیایی"        | امن    |
| ژانا داوتیان   | ۴     | "قهرمان"           | امن    |
| واهه مارگاریان | ۵     | "Blue Suede Shoes" | امن    |

#### نیمه‌نهایی (۱۹ اکتبر)
- موضوع‌ها: دوئت با افراد سرشناس، موسیقی‌های متن

در طول برنامه، DaDu شرکت‌کننده حذف‌شده ترانه‌هایی را اجرا کرد که در هشت برنامه زنده خواهند خواند. ترانه‌های تنها نیستی را و نمی‌تواند ما را نگه دارد را با آرام ام‌پی۳ اجرا کرد.
| اجرا           | ترتیب | ترانه نخست                                 | ترجمه              | ترانه دوم                 | ترجمه                 | نتیجه  |
| -------------- | ----- | ------------------------------------------ | ------------------ | ------------------------- | --------------------- | ------ |
| ژانا داوتیان   | ۱     | "Linem Qami" (همراه اریک)                  | "باد بودن"         | "Krunk" (Կռունկ)          | "Crane"               | حذف‌شده |
| هایک هونانیان  | ۲     | "Bayc Du Ches Galis" (همراه آرسن صافاریان) | "اما تو نمی‌آیی"    | "Vorogayt" (Որոգայթ)      | "تله"                 | امن    |
| واهه مارگاریان | ۳     | "Une Vie D'amour" (همراه سونا روبنیان)     | "یک زندگی عاشقانه" | "Les Montagnes d'Armenie" | "کوهستان‌های ارمنستان" | امن    |
| نارک وارطانیان | ۴     | "Ov Sirun, Sirun" (همراه آندره)            | -                  | "Parla Più Piano"         | "آهسته صحبت‌کن عشق"    | امن    |

#### نهایی (۲۶ اکتبر)
موضوع‌ها: اجرای موردعلاقه، آهنگ برنده
دوئت‌ها: نارک وارطانیان و هایک هونانیان «پاتکر» (پاتکر)، ژانا داوتیان و واهه مارگاریان «چیزی بگو».
در طول نمایش، ژانا داوتیان حذف شده آهنگ خود را که توسط گاریک پاپویان نوشته شده بود اجرا کرد. این آهنگ «درها» نام دارد.
| اجرا           | ترتیب | ترانه نخست                           | ترانه دوم                          | ترجمه             | نتیجه       |
| -------------- | ----- | ------------------------------------ | ---------------------------------- | ----------------- | ----------- |
| هایک هونانیان  | ۱     | "Sorry Seems to Be the Hardest Word" | "Haghtenq Miasin" (Հաղթենք միասին) | "با هم برنده شدن" | حذف‌شده      |
| واهه مارگاریان | ۲     | "She"                                | "Haghtenq Miasin" (Հաղթենք միասին) | "با هم برنده شدن" | قهرمان      |
| نارک وارطانیان | ۳     | "درتی تاک"                           | "Haghtenq Miasin" (Հաղթենք միասին) | "با هم برنده شدن" | نایب قهرمان |

## فصل ۴ (۲۰۱۶–۲۰۱۷)
برای نخستین بار در تاریخ ایکس فاکتور ارمنستان، بینندگان در وبسایت رسمی شانت تی‌وی رای دادند تا مشخص شود که کدام یک از داوران به هر یک از چهار رده اختصاص یافته. داوران در طول چالش چهار صندلی نتیجه را یادگرفتند. آندره راهنمای پسران خواهد بود، اریک راهنمای دختران را اختیار دارد، گاریک پاپویان از راهنمایی گروه‌ها خواهد کرد و شوشانیک آرئوشاتیان به عنوان راهنمای رده سنی بالای ۲۲ سال اختصاص یافت.

### شرکت‌کنندگان
– قهرمان
  – نایب قهرمان
| رده (راهنما)                      | اجراها           | اجراها           | اجراها            | اجراها            |
| --------------------------------- | ---------------- | ---------------- | ----------------- | ----------------- |
| پسران (آندره)                     | کروب هوولیان     | ادگار قاندیلیان  | یوری آدامیان      | آبراهام خوبلاریان |
| دختران (کاراپتیان)                | هاسمیک کاراپتیان | مانه باغداساریان | اینا سایادیان     | دیانا هاروتیونیان |
| رده سنی بالای ۲۲ سال (آرئوشاتیان) | والریت بالتایوا  | داویت چاخالیان   | هاروتیون هاکوبیان | تیوم هاکوبیان     |
| گروه‌ها (پاپویان)                  | The Steps Band   | جایگزین          | امانوئل & ماریام  |                   |

### نمایش‌های زنده

#### خلاصه نتایج
رنگ کلید شرکت‌کنندگان:
| – راهنمای توسط آندره (پسران)                     |
| – راهنمای توسط اریک (دختران)                     |
| – راهنمای توسط آرئوشاتیان (رده سنی بالای ۲۲ سال) |
| – راهنمایی توسط پاپویان (گروه‌ها)                 |

| – شرکت‌کننده امن اعلام شد (بدون ترتیب خاص)                                      |
| – شرکت کننده در دو رده آخر بود و باید در sing-off اجرا می کرد                  |
| – شرکت‌کننده کمترین آرای عمومی را دریافت کرد و بلافاصله حذف شد(بدون دو نفر آخر) |

|                        |                        | هفته ۱                                           | هفته ۲                           | هفته ۳                    | هفته ۴                             | هفته ۵                           | هفته ۶                                                                         | نیمه‌نهایی                                                                      | نهایی                                                                          |                                                                                |
| ---------------------- | ---------------------- | ------------------------------------------------ | -------------------------------- | ------------------------- | ---------------------------------- | -------------------------------- | ------------------------------------------------------------------------------ | ------------------------------------------------------------------------------ | ------------------------------------------------------------------------------ | ------------------------------------------------------------------------------ |
|                        | ادگار قاندیلیان        | ذخیره‌شده                                         | امن                              | امن                       | امن                                | امن                              | امن                                                                            | امن                                                                            | قهرمان                                                                         |                                                                                |
|                        | اینا سایادیان          | ذخیره‌شده                                         | امن                              | امن                       | امن                                | امن                              | امن                                                                            | امن                                                                            | نایب قهرمان                                                                    |                                                                                |
|                        | امانوئل & ماریام       | ذخیره‌شده                                         | امن                              | امن                       | امن                                | امن                              | امن                                                                            | امن                                                                            | مقام ۳ام                                                                       |                                                                                |
|                        | آبراهام خوبلاریان      | ذخیره‌شده                                         | امن                              | امن                       | امن                                | امن                              | امن                                                                            | امن                                                                            | مقام ۴ام                                                                       |                                                                                |
|                        | تیوم هاکوبیان          | ذخیره‌شده                                         | امن                              | امن                       | دو نفر آخر                         | امن                              | امن                                                                            | ۵ام                                                                            | حذف‌شده (نیمه‌نهایی)                                                             | حذف‌شده (نیمه‌نهایی)                                                             |
|                        | یوری آدامیان           | ذخیره‌شده                                         | امن                              | امن                       | امن                                | دو نفر آخر                       | ۶ام                                                                            | حذف‌شده (هفته ۶)                                                                | حذف‌شده (هفته ۶)                                                                | حذف‌شده (هفته ۶)                                                                |
|                        | داویت چاخالیان         | ذخیره‌شده                                         | امن                              | امن                       | امن                                | دو نفر آخر                       | حذف‌شده (هفته ۵)                                                                | حذف‌شده (هفته ۵)                                                                | حذف‌شده (هفته ۵)                                                                | حذف‌شده (هفته ۵)                                                                |
|                        | هاسمیک کاراپتیان       | ذخیره‌شده                                         | امن                              | امن                       | دو نفر آخر                         | حذف‌شده (هفته ۴)                  | حذف‌شده (هفته ۴)                                                                | حذف‌شده (هفته ۴)                                                                | حذف‌شده (هفته ۴)                                                                | حذف‌شده (هفته ۴)                                                                |
|                        | هاروتیون هاکوبیان      | ذخیره‌شده                                         | امن                              | ۹ام                       | حذف‌شده (هفته ۳)                    | حذف‌شده (هفته ۳)                  | حذف‌شده (هفته ۳)                                                                | حذف‌شده (هفته ۳)                                                                | حذف‌شده (هفته ۳)                                                                | حذف‌شده (هفته ۳)                                                                |
|                        | AlternatiV             | ذخیره‌شده                                         | امن                              | ۱۰ام                      | حذف‌شده (هفته ۳)                    | حذف‌شده (هفته ۳)                  | حذف‌شده (هفته ۳)                                                                | حذف‌شده (هفته ۳)                                                                | حذف‌شده (هفته ۳)                                                                | حذف‌شده (هفته ۳)                                                                |
|                        | دیانا هاروتیونیان      | ذخیره‌شده                                         | ۱۱ام                             | حذف‌شده (هفته ۲)           | حذف‌شده (هفته ۲)                    | حذف‌شده (هفته ۲)                  | حذف‌شده (هفته ۲)                                                                | حذف‌شده (هفته ۲)                                                                | حذف‌شده (هفته ۲)                                                                | حذف‌شده (هفته ۲)                                                                |
|                        | The Steps Band         | ذخیره‌شده                                         | ۱۲ام                             | حذف‌شده (هفته ۲)           | حذف‌شده (هفته ۲)                    | حذف‌شده (هفته ۲)                  | حذف‌شده (هفته ۲)                                                                | حذف‌شده (هفته ۲)                                                                | حذف‌شده (هفته ۲)                                                                | حذف‌شده (هفته ۲)                                                                |
|                        | والریت بالتایوا        | ذخیره‌نشده                                        | حذف‌شده (هفته ۱)                  | حذف‌شده (هفته ۱)           | حذف‌شده (هفته ۱)                    | حذف‌شده (هفته ۱)                  | حذف‌شده (هفته ۱)                                                                | حذف‌شده (هفته ۱)                                                                | حذف‌شده (هفته ۱)                                                                | حذف‌شده (هفته ۱)                                                                |
|                        | مانه باغداساریان       | ذخیره‌نشده                                        | حذف‌شده (هفته ۱)                  | حذف‌شده (هفته ۱)           | حذف‌شده (هفته ۱)                    | حذف‌شده (هفته ۱)                  | حذف‌شده (هفته ۱)                                                                | حذف‌شده (هفته ۱)                                                                | حذف‌شده (هفته ۱)                                                                | حذف‌شده (هفته ۱)                                                                |
|                        | کروب هوولیان           | ذخیره‌نشده                                        | حذف‌شده (هفته ۱)                  | حذف‌شده (هفته ۱)           | حذف‌شده (هفته ۱)                    | حذف‌شده (هفته ۱)                  | حذف‌شده (هفته ۱)                                                                | حذف‌شده (هفته ۱)                                                                | حذف‌شده (هفته ۱)                                                                | حذف‌شده (هفته ۱)                                                                |
|                        |                        |                                                  |                                  |                           |                                    |                                  |                                                                                |                                                                                |                                                                                |                                                                                |
| دو نفر آخر             | دو نفر آخر             | نداشت                                            | نداشت                            | نداشت                     | تیوم هاکوبیان هاسمیک کاراپتیان     | یوری آدامیان داویت چاخالیان      | بدون آرای دو نفر آخر/داوران. آرای عمومی به تنهایی تعیین می‌کند که چه‌کسی حذف‌شود. | بدون آرای دو نفر آخر/داوران. آرای عمومی به تنهایی تعیین می‌کند که چه‌کسی حذف‌شود. | بدون آرای دو نفر آخر/داوران. آرای عمومی به تنهایی تعیین می‌کند که چه‌کسی حذف‌شود. | بدون آرای دو نفر آخر/داوران. آرای عمومی به تنهایی تعیین می‌کند که چه‌کسی حذف‌شود. |
| داوران به آن رای دادند | داوران به آن رای دادند | ذخیره                                            | ذخیره                            | ذخیره                     | ذخیره                              | ذخیره                            | بدون آرای دو نفر آخر/داوران. آرای عمومی به تنهایی تعیین می‌کند که چه‌کسی حذف‌شود. | بدون آرای دو نفر آخر/داوران. آرای عمومی به تنهایی تعیین می‌کند که چه‌کسی حذف‌شود. | بدون آرای دو نفر آخر/داوران. آرای عمومی به تنهایی تعیین می‌کند که چه‌کسی حذف‌شود. | بدون آرای دو نفر آخر/داوران. آرای عمومی به تنهایی تعیین می‌کند که چه‌کسی حذف‌شود. |
|                        | رای آندره              | ادگار قاندیلیان یوری آدامیان آبراهام خوبلاریان   | -                                | -                         | تیوم هاکوبیان                      | یوری آدامیان                     | بدون آرای دو نفر آخر/داوران. آرای عمومی به تنهایی تعیین می‌کند که چه‌کسی حذف‌شود. | بدون آرای دو نفر آخر/داوران. آرای عمومی به تنهایی تعیین می‌کند که چه‌کسی حذف‌شود. | بدون آرای دو نفر آخر/داوران. آرای عمومی به تنهایی تعیین می‌کند که چه‌کسی حذف‌شود. | بدون آرای دو نفر آخر/داوران. آرای عمومی به تنهایی تعیین می‌کند که چه‌کسی حذف‌شود. |
|                        | رای اریک               | اینا سایادیان هاسمیک کاراپتیان دیانا هاروتیونیان | -                                | -                         | هاسمیک کاراپتیان                   | یوری آدامیان                     | بدون آرای دو نفر آخر/داوران. آرای عمومی به تنهایی تعیین می‌کند که چه‌کسی حذف‌شود. | بدون آرای دو نفر آخر/داوران. آرای عمومی به تنهایی تعیین می‌کند که چه‌کسی حذف‌شود. | بدون آرای دو نفر آخر/داوران. آرای عمومی به تنهایی تعیین می‌کند که چه‌کسی حذف‌شود. | بدون آرای دو نفر آخر/داوران. آرای عمومی به تنهایی تعیین می‌کند که چه‌کسی حذف‌شود. |
|                        | رای آرئوشاتیان         | تیوم هاکوبیان داویت چاخالیان هاروتیون هاکوبیان   | -                                | -                         | تیوم هاکوبیان                      | داویت چاخالیان                   | بدون آرای دو نفر آخر/داوران. آرای عمومی به تنهایی تعیین می‌کند که چه‌کسی حذف‌شود. | بدون آرای دو نفر آخر/داوران. آرای عمومی به تنهایی تعیین می‌کند که چه‌کسی حذف‌شود. | بدون آرای دو نفر آخر/داوران. آرای عمومی به تنهایی تعیین می‌کند که چه‌کسی حذف‌شود. | بدون آرای دو نفر آخر/داوران. آرای عمومی به تنهایی تعیین می‌کند که چه‌کسی حذف‌شود. |
|                        | رای پاپویان            | جایگزین The Steps Band امانوئل & ماریام          | -                                | -                         | تیوم هاکوبیان                      | یوری آدامیان                     | بدون آرای دو نفر آخر/داوران. آرای عمومی به تنهایی تعیین می‌کند که چه‌کسی حذف‌شود. | بدون آرای دو نفر آخر/داوران. آرای عمومی به تنهایی تعیین می‌کند که چه‌کسی حذف‌شود. | بدون آرای دو نفر آخر/داوران. آرای عمومی به تنهایی تعیین می‌کند که چه‌کسی حذف‌شود. | بدون آرای دو نفر آخر/داوران. آرای عمومی به تنهایی تعیین می‌کند که چه‌کسی حذف‌شود. |
| حذف‌شده                 | حذف‌شده                 | والریت بالتایوا توسط آرئوشاتیان                  | The Steps Band دیانا هاروتیونیان | جایگزین هاروتیون هاکوبیان | هاسمیک کاراپتیان 1 از ۴ رای اکثریت | داویت چاخالیان 1 از ۴ رای اکثریت | یوری آدامیان مقام ۶ام                                                          | تیوم هاکوبیان مقام ۵ام                                                         | آبراهام خوبلاریان مقام ۴ام امانوئل & ماریام مقام ۳ام اینا سایادیان نایب قهرمان |                                                                                |
| حذف‌شده                 | حذف‌شده                 | مانه باغداساریان توسط اریک                       | The Steps Band دیانا هاروتیونیان | جایگزین هاروتیون هاکوبیان | هاسمیک کاراپتیان 1 از ۴ رای اکثریت | داویت چاخالیان 1 از ۴ رای اکثریت | یوری آدامیان مقام ۶ام                                                          | تیوم هاکوبیان مقام ۵ام                                                         | آبراهام خوبلاریان مقام ۴ام امانوئل & ماریام مقام ۳ام اینا سایادیان نایب قهرمان |                                                                                |
| حذف‌شده                 | حذف‌شده                 | کروب هوولیان توسط آندره                          | The Steps Band دیانا هاروتیونیان | جایگزین هاروتیون هاکوبیان | هاسمیک کاراپتیان 1 از ۴ رای اکثریت | داویت چاخالیان 1 از ۴ رای اکثریت | یوری آدامیان مقام ۶ام                                                          | تیوم هاکوبیان مقام ۵ام                                                         | ادگار قاندیلیان قهرمان                                                         |                                                                                |

## یادداشت
1. ↑  Aranc Qez
2. ↑  Du Kas
3. ↑  Hayastan
4. ↑  Noric
5. ↑  Im Sery Qez
6. ↑  Nerum em Qez
7. ↑  Patranqi Tevov